# Algoritmo de ordenación no natural
Un algoritmo de ordenación no natural es aquel que, dándole como entrada una secuencia inversamente ordenada (6, 5, 4, 3, 2, 1), tardará para esa secuencia la menor cantidad de tiempo posible, comparándolo con el tiempo de proceso de otras secuencias desordenadas.
Un algoritmo es un conjunto de operaciones matemáticas que dará origen a un resultado que se podrá conseguir a través de operaciones, con variables.
- Datos: Q2882870